# Гуидо IV Сполетски
Вижте пояснителната страница за други личности с името Гуидо.
Гуидо IV (Guy, Guido II, Wido, † март 898 в Рим) от род Гвидони, е херцог и маркграф (dux et marchio) на Сполето и Камерино (895 – 898) и принц на Беневенто (895 до 897).

## Биография
Той е син на херцог Гуидо II († ок. 883) и брат на Ита, която е съпруга на Гвемар I, принц на Салерно (880 – 900).
През 895 г. Гуидо IV последва като херцог на Сполето роднината си Ламберт. През 895 г. той завладява Беневенто и става там принц.
През март 898 г. Гуидо IV е убит до Тибър в Рим от агентите на Алберих I, който става херцог на Сполето.